# Рајонизам
Рајонизам (или рајизам) је био стил апстрактне уметности који се развио у Русији 1910–1914. Основали су га и назвали руски кубофутуристи Михаил Ларионов и Наталија Гончарова. Рајонизам је био један од првих руских покрета апстрактне уметности.
Током 1912. године, Гончарова и Ларионов су напустили Каро пуб, у знак протеста због ослањања групе на француску уметност, и организовали своје ривалске изложбе. Тада је настао рајонизам, са јасном визијом онога шта је апстрактна уметност представљала. Ларионов приступ апстрактном сликарству била је идеја да су одређени научни принципи, као што су радиоактивност, ултраљубичасто светло и рендгенски зраци, основа за визију онога што је желео да створи.

## Историја покрета
Гончарова је почела да слика у рајинском стилу још 1909. године, али је њен и Ларионов рајонски манифест написан 1912. и објављен следеће године. У манифесту Ларионов изражава следеће: „Живео стил рајонског сликарства који смо ми створили, ослобођени реалистичких облика, који постоји и развија се само по својим ликовним законима“.
Рајонисти су желели да стварају уметност која лебди изван апстракције, изван времена и простора, и да разбије баријере између уметника и јавности. Рајонистичке слике су се тако фокусирале на зраке који се рефлектују од објеката и како се зраци крећу.
На чувеној изложби Таргет 1913. јавности је представљен је овај стил апстрактне уметности.